# Bechyně
Bechyně (pronunție în cehă [ˈbɛxɪɲɛ] ⓘ; în germană Bechin) este o comună și un oraș din districtul Tábor din regiunea Boemia de Sud a Republicii Cehe. Are o populație de aproximativ 4.800 de locuitori. Centrul istoric al orașului este bine conservat și este protejat prin lege ca zonă de monument urban. Castelul Bechyně este principalul obiectiv turistic al orașului.

## Diviziuni administrative
Bechyně este format din trei diviziuni administrative (în paranteze populația conform recensământului din 2021):
- Bechyně (4.670)
- Hvožďany (123)
- Senožaty (77)

## Etimologie
Numele este derivat din numele personal ceh Bech, care are sensul de „al lui Bech”.

## Geografie
Bechyně se află la aproximativ 19 kilometri (12 mi) sud-vest de Tábor și la 34 kilometri (21 mi) nord de České Budějovice. Comuna se întinde în Munții Tábor. Cel mai înalt punct se găsește la 475 metri (1.558 ft) deasupra nivelului mării. Orașul se află pe un promontoriu deasupra confluenței râurilor Lužnice și Smutná⁠(d). Un pârâu numit Židova strouha curge de asemenea prin teritoriul comunei.

## Istorie

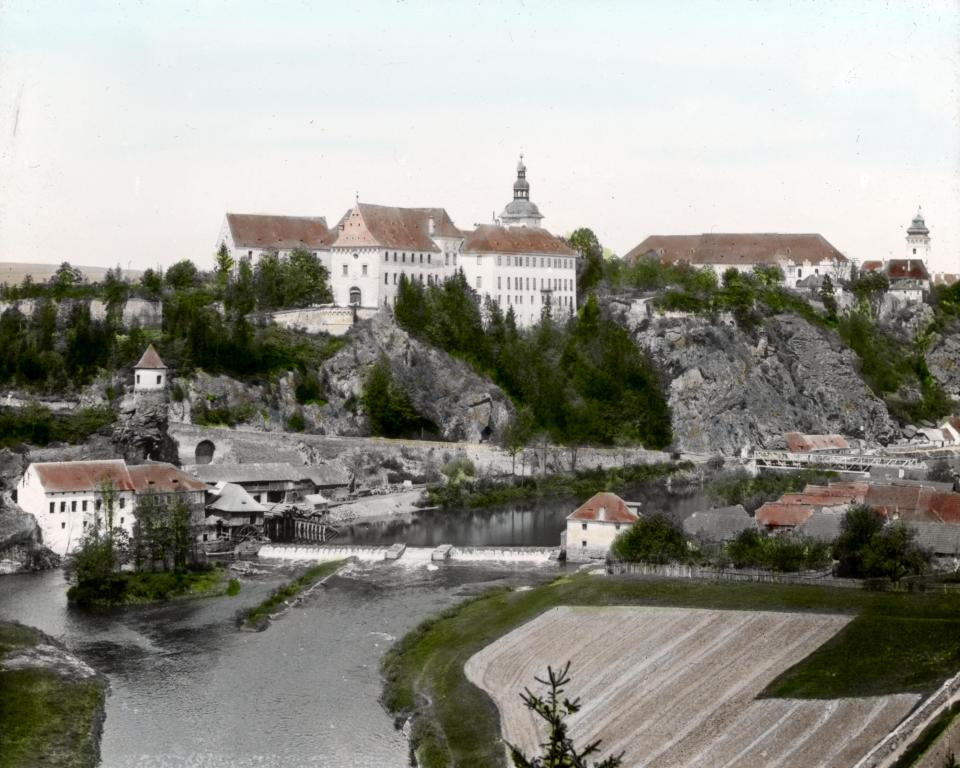
Bechyně la începutul secolului al XX-lea, fotografie de Šechtl și Voseček

Zona orașului de astăzi a fost locuită încă din epoca preistorică. Cea mai veche dovadă a prezenței umane în această zonă provine din epoca târzie a bronzului (c. 1800–1600 î.Hr). În secolul al VIII-lea sau al IX-lea, aici a fost construit un gord slav.
Prima mențiune scrisă despre Bechyně este din jurul anului 1120, în Chronica Boemorum⁠(d), când s-a scris despre așezarea Bechyně gord din 993. În 1268, localitatea Bechyně a fost cumpărată de regele Ottokar al II-lea al Boemiei, care a decis să construiască aici un castel din piatră. În 1323, regele Ioan al Boemiei a promovat satul târg din jurul castelului ca un oraș, i-a redefinit hotarele și a construit fortificația.
În 1422 și din nou în 1428, orașul a fost cucerit și ars de husiți. Din 1340 până în 1569, orașul a fost deținut pe rând de diverite familii aristocratice, inclusiv Sternberg și Schwamberg. În 1569, orașul Bechyně a fost cumpărat de Peter Vok din Rosenberg, sub a cărui conducere orașul a cunoscut o dezvoltare renascentistă și castelul a fost reconstruit. În 1596, Peter Vok a vândut Bechyně lui Adam de Sternberg.
Bechyně a fost avariat și jefuit în timpul Războiului de Treizeci de Ani. Orașul și-a revenit și s-a dezvoltat înspre nord. În secolul al XVIII-lea, s-a dezvoltat ca un oraș balnear.

## Economie

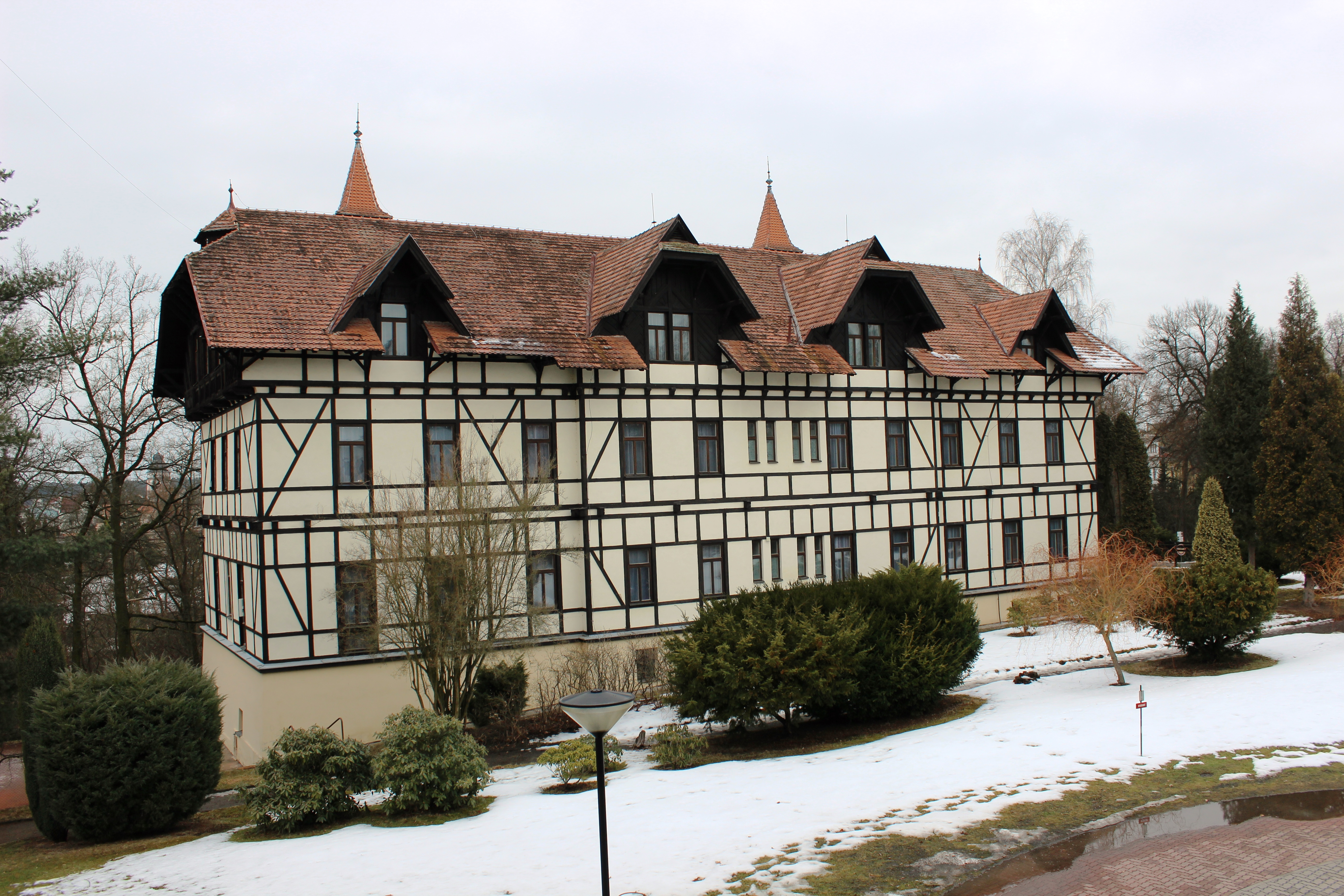
Casa de spa Libuše

Economia este orientată către servicii. Nu există mari angajatori industriali.

### Tradiția ceramicii
Tradiția ceramicii din Bechyně a început în secolul al XV-lea prin apariția unor ateliere mici de ceramică. Această tradiție a evoluat până la o mare fabrică de ceramică sanitară a companiei Schweizer Keramik Holding AG Laufen.

### Spa
Casa de spa Libuše este una dintre cele mai vechi stațiuni balneare din țară. Prima mențiune despre izvorul tămăduitor este din anul 1576, iar în 1647 a fost construită prima casă balneară. În 1727, efectele vindecătoare au fost dovedite prin analiza apei, iar în 1939 au fost descoperite și efectele vindecătoare ale turbei locale.
Astăzi, centrul spa este specializat în tratamente corporale cu nămol terapeutic. Acesta tratează artrita și osteoartrita, spondilita anchilozantă, bolile metabolice care afectează articulațiile, afecțiunile preoperatorii și postoperatorii, tulburările neurologice și multe alte boli.

## Transporturi

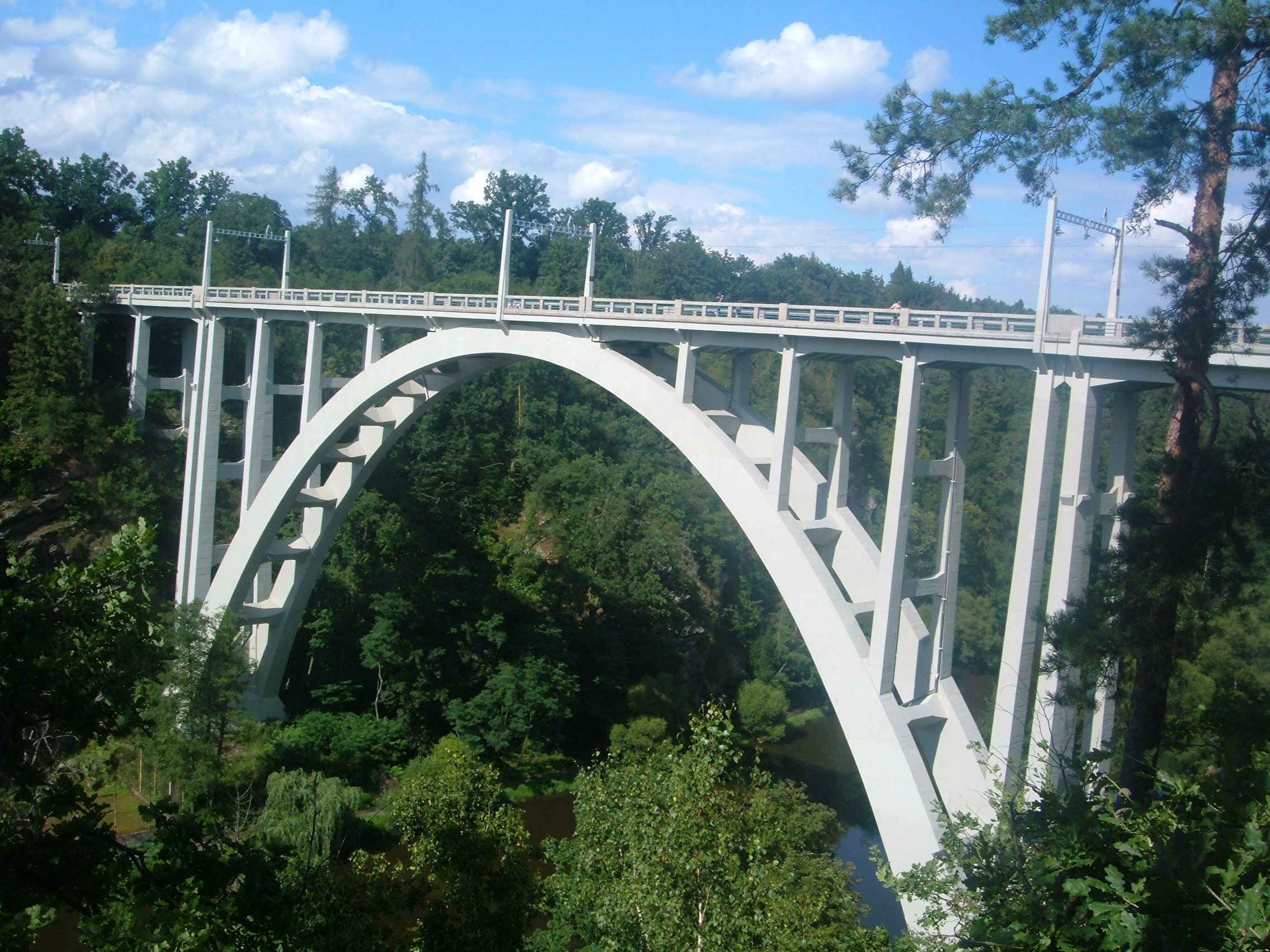
Podul Bechyně

Orașul este punctul terminus al liniei de cale ferată Tábor–Bechyně. Această cale ferată a fost construită în 1903 și a fost prima cale ferată electrificată din Austro-Ungaria. Trenul original de pasageri s-a păstrat și este folosit de mai multe ori în fiecare vară.
În partea de est a orașului Bechyně se află un pod feroviar și rutier unic, Podul Bechyně.

## Educație
Aici se află cea mai veche școală profesională de ceramică din Boemia, care încă funcționează. Printre elevii săi celebri s-au numărat Karel Roden⁠(d), Karel Kryl⁠(d), Jan Kačer⁠(d) și alții.

## Obiective turistice

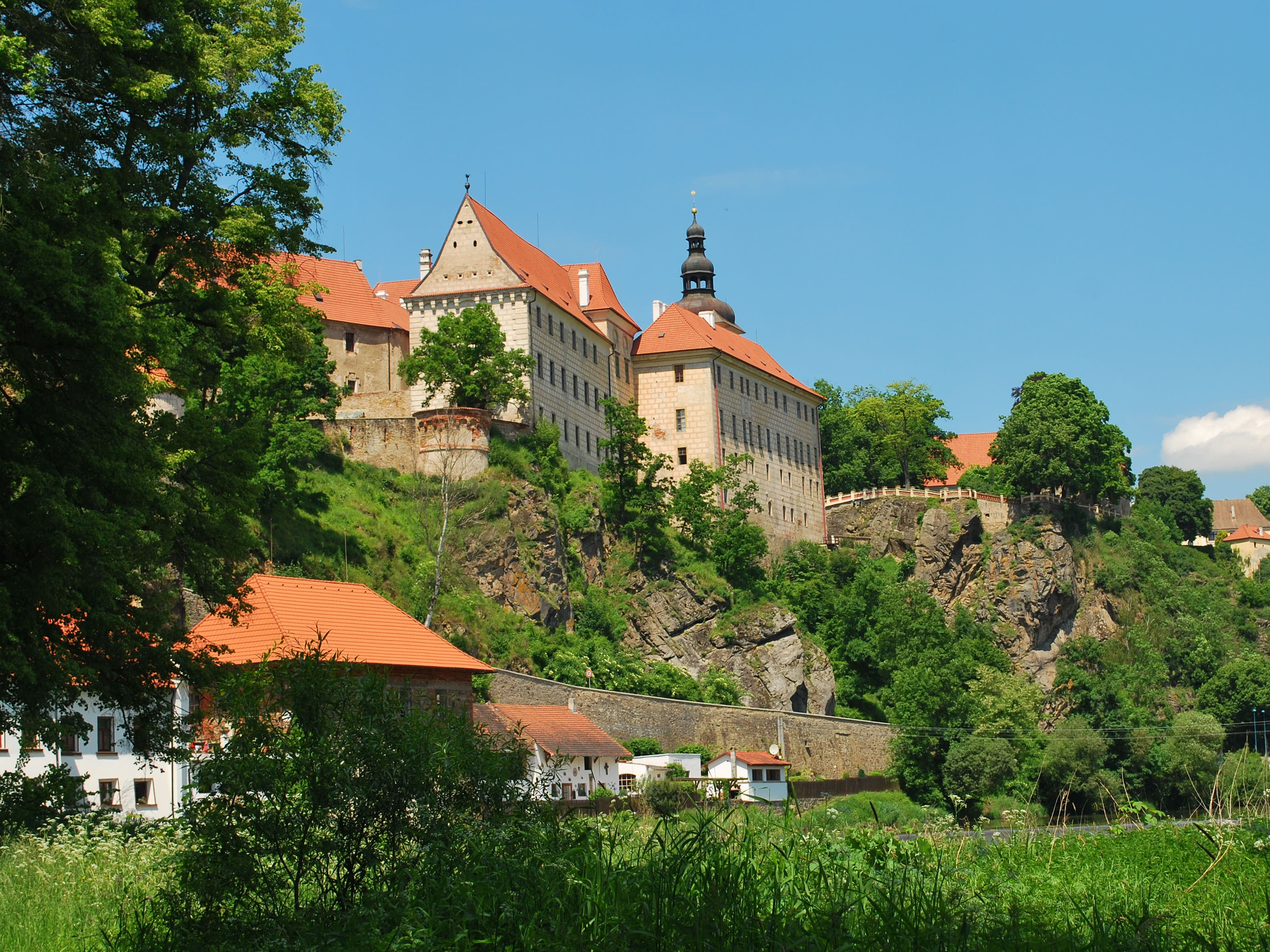
Castelul Bechyně pe promontoriu

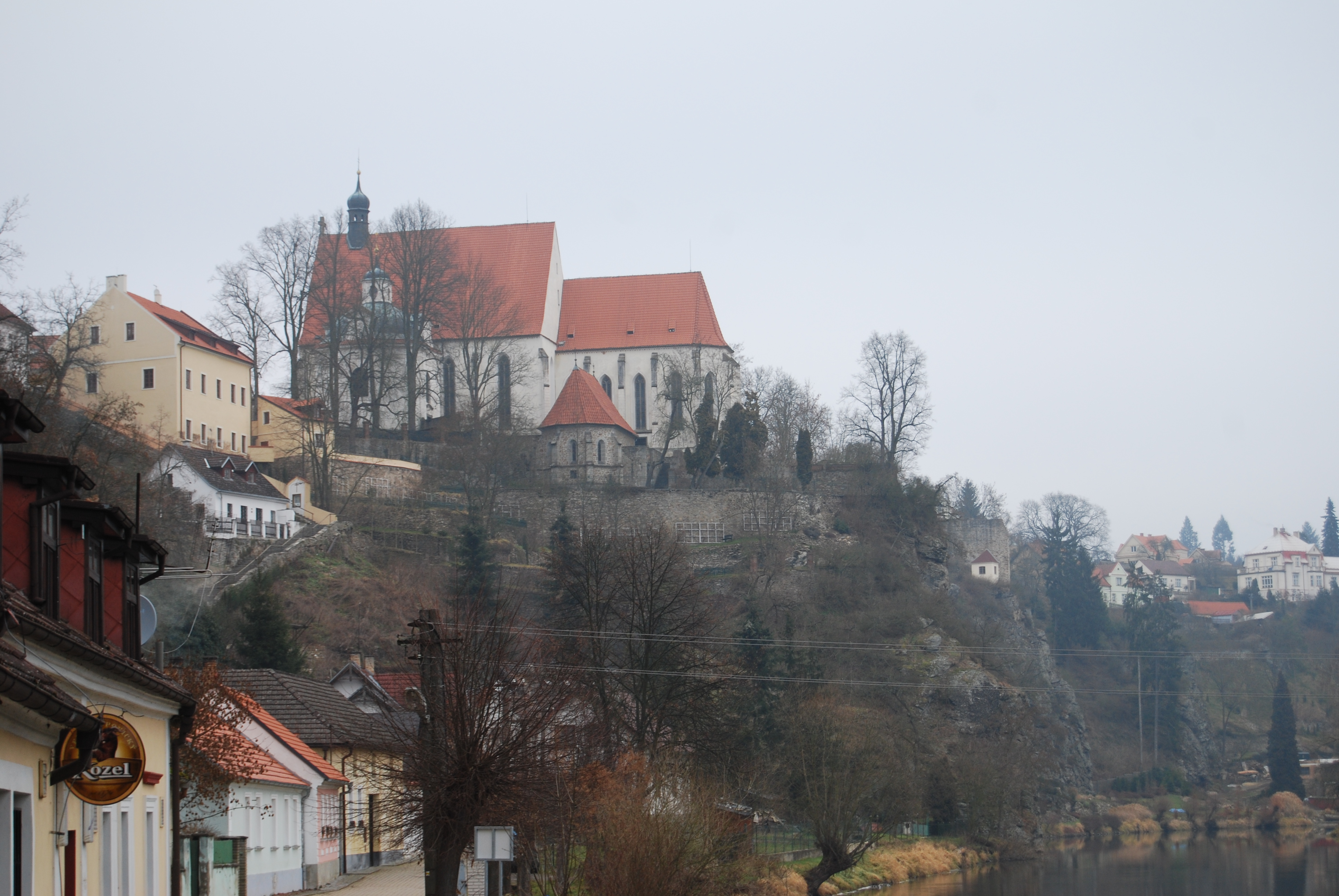
Biserica Adormirea Maicii Domnului

Castelul Bechyně este principalul obiectiv turistic al orașului. Castelul a fost construit în secolul al XIII-lea, cu toate că aproape nimic din structură originală nu a mai rezistat până astăzi. În 1581, Peter Vok din Rosenberg a reconstruit castelul gotic târziu ca o reședință renascentistă confortabilă, cu decorațiuni bogate în frescă.
Mănăstirea Bechyně a fost fondată în secolul al XV-lea și construită în stilul gotic târziu, după ce mănăstirea anterioară a fost incendiată de husiți în anul 1422. În prezent se află încă în proprietatea Ordinului Franciscan. Complexul mănăstiresc cuprinde Biserica „Adormirea Maicii Domnului” și o grădină mănăstirească deschisă publicului.
Biserica „Sfântul Matei” este principalul obiectiv turistic al pieței orașului. A fost construită în secolul al XIII-lea și reconstruită de mai multe ori, mai ales la începutul secolului al XVII-lea. Are interioare păstrate din secolele XVI-XVIII.
Biserica „Sfântul Mihail” este o biserică cu cimitir în stil baroc timpuriu din anul 1670. Astăzi este folosită în scopuri culturale.
Muzeul Pompierilor este cel mai vechi muzeu de acest tip din Boemia. Conține exponate vechi de până la 400 de ani. Muzeul Internațional de Ceramică se află în fosta fabrică de bere și în bastioanele adiacente ale castelului. Muzeul Internațional de Ceramică arată istoria industriei din Bechyně și include expoziții ale artiștilor din întreaga lume.
Muzeul Turismului se află în fosta sinagogă și reflectă tradiția turismului din Cehia și activitățile Clubului Turistic Ceh.
În complexul castelului se află Muzeul Vladimír Preclík⁠(d) cu lucrări ale acestui sculptor.
În centrul orașului se află Muzeul Orășenesc Bechyně, cu exponate despre istoria orașului.

## Bechyn, Minnesota
În statul Minnesota din Statele Unite ale Americii se află un orășel numit Bechyn⁠(d), probabil înființat de oameni din Bechyně care au emigrat în SUA pentru a lucra acolo. Aceștia încă afirmă că au origine cehă și sărbătoresc în fiecare an „Festivalul Moștenirii Cehe”, prin care păstrează vechile tradiții.

## Personalități
- Václav Pichl⁠(d) (1741–1805), compozitor de muzică clasică
- Ladislav Haškovec⁠(d) (1866–1944), medic neuropsihiatru
- Josefina Napravilová⁠(d) (1914–2014), lucrătoare umanitară; a trăit în Bechyně la sfârșitul vieții
- Miroslav Kalousek⁠(d) (născut în 1960), politician, fost ministru de Finanțe; locuiește aici

## Orașe înfrățite
Bechyně este înfrățit cu:
- Heřmanův Městec, Cehia